# Thorictus vaucheri
Thorictus vaucheri là một loài bọ cánh cứng trong họ Dermestidae. Loài này được Chobaut miêu tả khoa học năm 1924.